# Cabo Catoche
Le Cabo Catoche ou Cap Catoche est le point le plus septentrional de la péninsule du Yucatán dans le Quintana Roo au Mexique.

## Géographie
Il se situe dans la municipalité de Isla Mujeres à 53 km environ au nord de la ville de Cancún.

## Histoire
Le nom serait une corruption du mot Maya cotoch qui signifie notre maison ou notre patrie.
Lieu du naufrage de Gerónimo de Aguilar et de Gonzalo Guerrero en 1511, il est aussi l'emplacement du premier atterrissage intentionnel des Européens au Mexique lors de l'expédition Córdoba (4 mars 1517).